# Veddasca
Veddasca este o comună în Provincia Varese, Italia. În 2011 avea o populație de 251 de locuitori.

## Demografie
Format:Demografia/Veddasca